# Thaptomys nigrita
A Thaptomys nigrita az emlősök (Mammalia) osztályának rágcsálók (Rodentia) rendjébe, ezen belül a hörcsögfélék (Cricetidae) családjába tartozó faj.
Nemének eddig az egyetlen felfedezett faja.

## Előfordulása
A Thaptomys nigrita előfordulási területe Dél-Amerikában van. A következő országokban található meg: Argentína, Brazília, Paraguay és Uruguay.

## Megjelenése
E rágcsálófaj szőrzete feketés színű.

## Képek

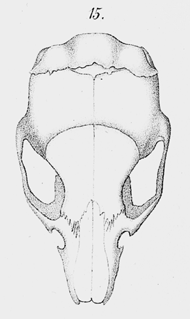
Koponyák
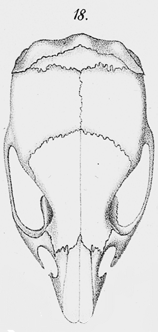
felülről
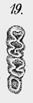
és
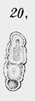
különböző
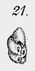
őrlőfogak
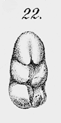

### Fordítás
- Ez a szócikk részben vagy egészben  a   Blackish grass mouse című angol Wikipédia-szócikk ezen változatának fordításán alapul.  Az eredeti cikk szerkesztőit annak laptörténete sorolja fel. Ez a jelzés csupán a megfogalmazás eredetét és a szerzői jogokat jelzi, nem szolgál a cikkben szereplő információk forrásmegjelöléseként.